# Persone di nome Jesse
| Questa pagina contiene informazioni ricavate automaticamente dalle voci biografiche con l'ausilio del template Bio e di un bot. L'aggiornamento è periodico e automatico e ricostruisce completamente la pagina. Se manca una persona in questa lista, sei pregato di non aggiungerla, ma accertati piuttosto che la sua voce biografica contenga il template Bio e che i dati anagrafici siano correttamente compilati. Se il template Bio manca, inseriscilo tu stesso o, in alternativa, metti l'avviso {{tmp\|Bio}} che ne segnala la mancanza. Se i dati riportati sono sbagliati, correggi direttamente la voce biografica; le modifiche saranno visibili in questa lista entro pochi giorni. Per chiarimenti vedi il progetto antroponimi. La lista contiene solo le 124 persone che sono citate nell'enciclopedia e per le quali è stato implementato correttamente il template Bio. Pagina aggiornata al 16 ott 2024. |

Questa è una lista di persone presenti nell'enciclopedia che hanno il prenome Jesse, suddivise per attività principale.

## Allenatori di calcio(2)
- Jesse Carver, allenatore di calcio e calciatore inglese (Liverpool, n. 1911 - Bournemouth, † 2003)
- Jesse Marsch, allenatore di calcio e ex calciatore statunitense (Racine, n. 1973)

## Allenatori di pallacanestro(1)
- Jesse Mermuys, allenatore di pallacanestro statunitense (n. 1981)

## Altisti(1)
- Jesse Williams, altista statunitense (Modesto, n. 1983)

## Ammiragli(1)
- Jesse Oldendorf, ammiraglio statunitense (Riverside, n. 1887 - Portsmouth, † 1974)

## Artisti(1)
- Jesse Waugh, artista statunitense (Berkeley, n. 1974)

## Assassini(1)
- Jesse Anderson, assassino statunitense (Alton, n. 1957 - Madison, † 1994)

## Astronomi(1)
- Jesse Leonard Greenstein, astronomo statunitense (n. 1909 - † 2002)

## Attori(17)
- Jesse Borrego, attore statunitense (San Antonio, n. 1962)
- Jesse Bradford, attore statunitense (Norfalk, n. 1979)
- Jesse Carere, attore canadese (Vaughan, n. 1993)
- Jesse Eisenberg, attore, regista e sceneggiatore statunitense (New York, n. 1983)
- Jesse Tyler Ferguson, attore statunitense (Missoula, n. 1975)
- Jesse Hutch, attore canadese (Alberta, n. 1981)
- Jesse James, attore statunitense (Palm Springs, n. 1989)
- Jess Kirkpatrick, attore statunitense (Champaign, n. 1897 - La Jolla, † 1976)
- Jesse Lewis, attore e cantante giapponese (Tokyo, n. 1996)
- Jesse Metcalfe, attore statunitense (Carmel Valley, n. 1978)
- Jesse Moss, attore canadese (Vancouver, n. 1983)
- Jesse Nilsson, attore canadese (n. 1977 - North York, † 2003)
- Jesse Plemons, attore statunitense (Dallas, n. 1988)
- Jesse Lee Soffer, attore statunitense (Ossining, n. 1984)
- Jesse Spencer, attore e musicista australiano (Melbourne, n. 1979)
- Jesse White, attore statunitense (Buffalo, n. 1917 - Los Angeles, † 1997)
- Jesse Williams, attore, modello e attivista statunitense (Chicago, n. 1981)

## Attori pornografici(1)
- Jesse Santana, attore pornografico statunitense (Conroe, n. 1986)

## Attori teatrali(1)
- Jesse L. Martin, attore teatrale, cantante e attore televisivo statunitense (Rocky Mount, n. 1969)

## Attrici pornografiche(2)
- Jesse Capelli, ex attrice pornografica canadese (Vancouver, n. 1979)
- Jesse Flores, attrice pornografica statunitense (Norco, n. 1981)

## Batteristi(2)
- Jesse Kongos, batterista e cantante sudafricano (Londra, n. 1983)
- Jess Margera, batterista statunitense (West Chester, n. 1978)

## Bobbisti(1)
- Jesse Lumsden, bobbista canadese (Burlington, n. 1982)

## Calciatori(13)
- Jesse Akila, calciatore nigeriano (Jos, n. 2001)
- Jesse van Bezooijen, ex calciatore olandese (Bavel, n. 1994)
- Jesse Bosch, calciatore olandese (De Lutte, n. 2000)
- Jesse Curran, calciatore australiano (Burnie, n. 1996)
- Jesse Edge, calciatore neozelandese (Tauranga, n. 1995)
- Jesse Lingard, calciatore inglese (Warrington, n. 1992)
- Jesse Makarounas, calciatore australiano (Darwin, n. 1994)
- Jesse Joronen, calciatore finlandese (Rautjärvi, n. 1993)
- Jesse Pennington, calciatore inglese (West Bromwich, n. 1883 - † 1970)
- Jesse Pye, calciatore inglese (Treeton, n. 1919 - Blackpool, † 1984)
- Jesse Randall, calciatore neozelandese (Wellington, n. 2002)
- Jesse Sekidika, calciatore nigeriano (Port Harcourt, n. 1996)
- Jesse Williams, calciatore trinidadiano (n. 2001)

## Cantanti(2)
- Jesse Clegg, cantante e musicista sudafricano (Johannesburg, n. 1988)
- Jesse Harris, cantante e musicista statunitense (New York, n. 1969)

## Cantautori(4)
- Jesse Malin, cantautore statunitense (New York, n. 1968)
- Jesse McCartney, cantautore e attore statunitense (Ardsley, n. 1987)
- Jesse Powell, cantautore statunitense (Gary, n. 1971 - Los Angeles, † 2022)
- Jesse Colin Young, cantautore statunitense (Queens, n. 1941)

## Cestisti(9)
- Jesse Chuku, ex cestista e youtuber britannico (Londra, n. 1993)
- Jesse Dark, ex cestista statunitense (Richmond, n. 1951)
- Jesse Edwards, cestista olandese (Amsterdam, n. 2000)
- Jesse Niemi, cestista finlandese (Tampere, n. 1990)
- Jesse Perry, ex cestista statunitense (St. Louis, n. 1989)
- Jesse Sanders, ex cestista statunitense (Sugar Land, n. 1989)
- Jesse Smith, ex cestista statunitense (Mackay, n. 1982)
- Jesse Wagstaff, cestista australiano (Canberra, n. 1986)
- Jesse Young, ex cestista canadese (Peterborough, n. 1980)

## Chitarristi(2)
- Jesse Cook, chitarrista canadese (Parigi, n. 1964)
- Jesse Tobias, chitarrista statunitense (Austin, n. 1972)

## Cicliste su strada(1)
- Jesse Vandenbulcke, ciclista su strada e pistard belga (Geluwe, n. 1996)

## Ciclisti su strada(2)
- Jesse Kramer, ciclista su strada e ciclocrossista olandese (Valkenswaard, n. 2003)
- Jesse Sergent, ex ciclista su strada e pistard neozelandese (Feilding, n. 1988)

## Compositori(1)
- Jesse Michaels, compositore, chitarrista e cantante statunitense (Berkeley, n. 1969)

## Criminali(1)
- Jesse James Hollywood, criminale statunitense (Los Angeles, n. 1980)

## Economisti(1)
- Jesse Livermore, economista statunitense (Shrewsbury, n. 1877 - New York, † 1940)

## Giocatori di baseball(3)
- Jesse Burkett, giocatore di baseball statunitense (Wheeling, n. 1868 - Worcester, † 1953)
- Jesse Flores, giocatore di baseball statunitense (Guadalajara, n. 1914 - Orange, † 1991)
- Jesse Haines, giocatore di baseball e allenatore di baseball statunitense (Clayton, n. 1893 - Dayton, † 1978)

## Giocatori di football americano(6)
- Jesse James, giocatore di football americano statunitense (McKeesport, n. 1994)
- Jesse Lewis, ex giocatore di football americano e allenatore di football americano statunitense
- Jesse Luketa, giocatore di football americano canadese (Edmonton, n. 1999)
- Jesse Nading, giocatore di football americano statunitense (Highlands Ranch, n. 1985)
- Jesse Palmer, ex giocatore di football americano canadese (Toronto, n. 1978)
- Jesse Williams, giocatore di football americano australiano (Thursday Island, n. 1990)

## Giocatori di poker(1)
- Jesse Alto, giocatore di poker statunitense (n. 1927 - contea di Clark, † 1998)

## Golfisti(1)
- Lee Carleton, golfista statunitense (Cumberland, n. 1862 - St. Louis, † 1921)

## Hockeisti su ghiaccio(3)
- Jesse Joensuu, hockeista su ghiaccio finlandese (Pori, n. 1987)
- Jesse Root, hockeista su ghiaccio statunitense (Pittsburgh, n. 1989)
- Jesse Virtanen, hockeista su ghiaccio finlandese (Rauma, n. 1991)

## Informatici(1)
- Jesse James Garrett, informatico canadese (Ottawa)

## Matematici(1)
- Jesse Douglas, matematico statunitense (New York, n. 1897 - New York, † 1965)

## Medici(1)
- Jesse William Lazear, medico statunitense (Baltimora, n. 1866 - Quemados, † 1900)

## Militari(1)
- Jesse L. Brown, ufficiale statunitense (Hattiesburg, n. 1926 - Hamgyŏng Meridionale, † 1950)

## Musicisti(6)
- Jesse Fuller, musicista statunitense (Jonesboro, n. 1896 - Oakland, † 1976)
- Jesse Hughes, musicista, chitarrista e cantautore statunitense (Greenville, n. 1972)
- Jesse F. Keeler, musicista canadese (Toronto, n. 1976)
- Jesse Lacey, musicista statunitense (Levittown, n. 1978)
- Jesse Leach, musicista statunitense (Providence, n. 1978)
- Jesse Quin, musicista e polistrumentista britannico (Bedford, n. 1981)

## Nuotatori(1)
- Jesse Puts, nuotatore olandese (Utrecht, n. 1994)

## Ottici(1)
- Jesse Ramsden, ottico inglese (n. 1735 - † 1800)

## Pallanuotisti(1)
- Jesse Smith, pallanuotista statunitense (Kailua, n. 1983)

## Politici(6)
- Jeff Bingaman, politico e avvocato statunitense (El Paso, n. 1943)
- Jesse Helms, politico statunitense (Monroe, n. 1921 - Raleigh, † 2008)
- Jesse Jackson, Jr., politico, attivista e scrittore statunitense (Greenville, n. 1965)
- Jesse Jackson, politico, religioso e attivista statunitense (Greenville, n. 1941)
- Jesse Klaver, politico olandese (Roosendaal, n. 1986)
- Jesse Ventura, politico, attore e conduttore televisivo statunitense (Minneapolis, n. 1951)

## Produttori cinematografici(2)
- Jesse D. Hampton, produttore cinematografico e regista statunitense (Galesburg, n. 1879 - Monterey, † 1968)
- Jesse L. Lasky, produttore cinematografico statunitense (San Francisco, n. 1880 - Beverly Hills, † 1958)

## Rapper(2)
- Schoolly D, rapper statunitense (Filadelfia, n. 1962)
- Jesse Dangerously, rapper canadese (n. 1979)

## Registi(2)
- Jesse Dylan, regista e produttore cinematografico statunitense (New York, n. 1966)
- Jesse Hibbs, regista statunitense (Normal, n. 1906 - Ojai, † 1985)

## Rugbisti a 15(1)
- Jesse Kriel, rugbista a 15 sudafricano (Città del Capo, n. 1994)

## Sceneggiatori(1)
- Jesse Armstrong, sceneggiatore e produttore cinematografico inglese (Oswestry, n. 1970)

## Sciatori alpini(2)
- Jesse Kertesz-Knight, sciatore alpino canadese (Jasper, n. 2003)
- Jesse Marshall, ex sciatore alpino statunitense (n. 1980)

## Scrittori(3)
- Jesse Andrews, scrittore e sceneggiatore statunitense (Pittsburgh, n. 1982)
- Jesse Kellerman, scrittore e drammaturgo statunitense (Los Angeles, n. 1978)
- Jesse Lynch Williams, scrittore e drammaturgo statunitense (Sterling, n. 1871 - Herkimer, † 1929)

## Sovrani(1)
- Jesse di Cartalia, re (Tbilisi, n. 1680 - Tbilisi, † 1727)

## Tennisti(3)
- Jesse Huta Galung, ex tennista olandese (Haarlem, n. 1985)
- Jesse Levine, ex tennista canadese (Ottawa, n. 1987)
- Jesse Witten, tennista statunitense (Naples, n. 1982)

## Velocisti(1)
- Jesse Mashburn, ex velocista statunitense (Seminole, n. 1933)

## Wrestler(3)
- The Blade, wrestler statunitense (Buffalo, n. 1980)
- Jesse Neal, ex wrestler statunitense (Orlando, n. 1980)
- Jake Carter, wrestler e ex giocatore di football americano statunitense (Boulder, n. 1986)

## Senza attività specificata(2)
- Jesse Ausubel,  statunitense (New York, n. 1951)
- Jesse James, pistolero e criminale statunitense (Kearney, n. 1847 - St. Joseph, † 1882)